# خوآن توماس
خوآن توماس (انگلیسی: Joan Tomàs؛ زادهٔ ۱۷ مهٔ ۱۹۸۵) بازیکن فوتبال اهل اسپانیا است که برای پرالادا بازی می‌کند. او که عمدتاً در پست یک وینگر چپ که می‌تواند در پست مهاجم نیز عمل کند در زمین بازی می‌کند.
وی همچنین در تیم ملی فوتبال زیر ۱۹ سال اسپانیا بازی کرده‌است.